# Казаков, Анатолий Александрович
Анато́лий Алекса́ндрович Казако́в (1914—1998) — советский работник химического производства. Герой Социалистического Труда (1966).

## Биография
Родился в 1914 году в деревне Костино Нижегородской губернии. 
В 1929 году окончил слесарно-кузнечное отделение профессионального училища. После службы в армии работал на заводе «Рулон» города Дзержинска. 
В 1949 году направлен на завод в рабочем посёлке Кирово-Чепецкий.
С 1 декабря 1949 года по 21 февраля 1990 года работал слесарем на различных производствах Кирово-Чепецкого химического комбината (КЧХК): на производстве фтора, лития ртутным способом, фтористых соединений, каустической соды, соляной (минеральной) кислоты, слесарем-монтажником технологического оборудования и связанных с ним конструкций, кладовщиком.
В период работы на КЧХК участвовал в монтаже и наладке всех основных химических производств. При его непосредственном участии была проведена реконструкция хлорного производства. Являлся одним из лучших наставников молодёжи, передавая свой богатый опыт и профессиональное мастерство молодым рабочим.
29 июля 1966 год А. А. Казакову было присвоено звание Героя Социалистического Труда.
В 1990 году вышел на заслуженный отдых. Скончался 10 марта 1998 года. Похоронен в Кирово-Чепецке.

## Награды
- Герой Социалистического Труда (1966 год)
- Орден Ленина (1966 год)
- Орден Ленина
- Орден «Знак Почёта»
- Медаль «За трудовую доблесть»
- Медаль «За трудовое отличие»